# Боливарианские игры 1961
4-е Боливарианские игры проходили с 3 по 16 декабря 1961 года в Барранкилье (Колумбия). Боливия была единственной страной, которая не посылала делегацию на игры. Игры были официально открыты колумбийским президентом Альберто Льерасом Камарго. Факел нёс барьерист Джейме Апарисио. Клятву произнёс местный спортсмен Рафаэль Котс.

## Страны-участницы
- Колумбия
- Эквадор
- Панама
- Перу
- Венесуэла

## Виды спорта
- Водные виды спорта:
  -  Прыжки в воду
  -  Плавание
- Лёгкая атлетика
- Бейсбол
- Баскетбол
- Бокс
- Велоспорт
- Фехтование
- Футбол
- Стрельба
- Теннис
- Тяжёлая атлетика
- Борьба

## Итоги Игр
| Место | Страна    | Золото | Серебро | Бронза | Всего |
| 1     | Венесуэла | 76     | 37      | 52     | 165   |
| 2     | Колумбия  | 24     | 68      | 38     | 130   |
| 3     | Панама    | 17     | 15      | 36     | 68    |
| 4     | Перу      | 16     | 16      | 9      | 41    |
| 5     | Эквадор   | 5      | 13      | 9      | 27    |
| Всего | Всего     | 138    | 149     | 144    | 431   |